# Australian Championships 1947
Gli Australian Championships 1947 (conosciuto oggi come Australian Open) sono stati la 35ª edizione degli Australian Championships e prima prova stagionale dello Slam per il 1947. Si è disputato dal 18 al 27 gennaio 1947 sui campi in erba del White City Stadium di Sydney in Australia.
Il singolare maschile è stato vinto dall'australiano Dinny Pails, che si è imposto sul connazionale John Bromwich in cinque set. Il singolare femminile è stato vinto dall'australiana Nancye Wynne Bolton, che ha battuto la connazionale Nell Hall Hopman in due set. Nel doppio maschile si è imposta la coppia formata da John Bromwich e Adrian Quist, mentre nel doppio femminile hanno trionfato Thelma Coyne Long e Nancye Wynne Bolton. Il doppio misto è stato vinto da Nancye Wynne Bolton e Colin Long.

## Risultati

### Singolare maschile
Dinny Pails ha battuto in finale  John Bromwich con il punteggio di 4–6, 6–4, 3–6, 7–5, 8–6

### Singolare femminile
Nancye Wynne Bolton ha battuto in finale  Nell Hall Hopman con il punteggio di 6–3, 6–2

### Doppio maschile
John Bromwich /  Adrian Quist hanno battuto in finale  Frank Sedgman /  George Worthington con il punteggio di 6–1, 6–3, 6–1

### Doppio femminile
Thelma Coyne Long /  Nancye Wynne Bolton hanno battuto in finale  Mary Bevis Hawton /  Joyce Fitch con il punteggio di 6–3, 6–3 

### Doppio misto
Nancye Wynne Bolton /  Colin Long hanno battuto in finale  Joyce Fitch /  John Bromwich con il punteggio di 6–3, 6–3